# Polybag (KEP)

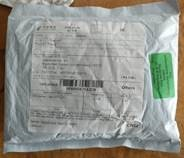
Beispiel eines Polybags aus dem asiatischen Bereich

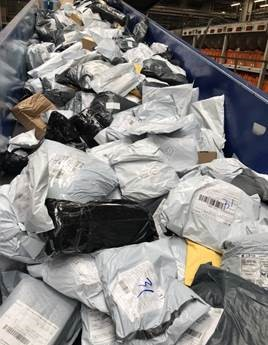
Polybags im Pulk

Polybag bezeichnet innerhalb der KEP-Branche in Kunststofftüten verpackte Sendungen mit zumeist schlaffen bzw. elastischen Eigenschaften. Diese Art von Sendungen wird vor allem im asiatischen E-Commerce verwendet. Innerhalb der Branche haben sich verschiedenste Bezeichnungen und Definitionen durchgesetzt, die mehr oder weniger dieselbe Gruppe an Sendungen beschreiben.
Beispiele für Branchenübliche Bezeichnungen von Polybags sind:
- Mittelformatsendung
- Großbrief
- International-Common-Letter-Item
- Low-Value-Consignment
- Small-Consignment
- Kleinwarensendung
- Loose-Item
- China-Sackerl
- ECommerce Sendung